# Joanne Harris
Joanne Michèle Sylvie Harris (Barnsley, 3 luglio 1964) è una scrittrice britannica.

## Biografia
Nata da madre francese e da padre inglese, è cresciuta a cibo e folklore.
Ha studiato presso la scuola media di Wakefield e si è laureata presso il St Catharine's College di Cambridge, in lingue medievali e moderne. Dopo la laurea si è dedicata all'insegnamento di lingua e letteratura francese.
Nel 1989 ha pubblicato il suo primo romanzo, Il seme del male (The Evil Seed), e nel 1999 Chocolat, che l'ha resa famosa e che è diventato un film della Miramax, diretto da Lasse Hallström con Juliette Binoche e Johnny Depp. Nel 2007 pubblica "Le scarpe rosse", il seguito di Chocolat.
In collaborazione con Warde Fran ha anche realizzato un libro di ricette.

## Opere
- Il seme del male (The Evil Seed) (1989)
- Il fante di cuori e la dama di picche (Sleep, Pale Sister) (1993)
- Tea With the Birds (2001)
- Profumi, giochi e cuori infranti (Jigs & Reels) (2004) (Racconti)
- Un gatto, un cappello e un nastro (A Cat, a Hat and a Piece of String) (2014) (Racconti)
- Il mondo è un alveare (Honeycomb) (2021)

### Serie dei romanzi francesi
- Vino, patate e mele rosse (Blackberry Wine) (2000)
- Cinque quarti di arancia (Five Quarters of the Orange) (2001)
- La spiaggia rubata (Coastliners) (2002)
- La donna alata (Holy Fools) (2003)

### Serie con Vianne Rocher
- Chocolat (1999)
- Le scarpe rosse (The Lollipop Shoes) (2007)
- Il giardino delle pesche e delle rose (Peaches for Monsieur le Curé) (2012)
- La ladra di fragole (The Strawberry Thief) (2019)

### Serie Runemarks
- Le parole segrete (Runemarks) (2007)
- Le parole di luce (Runelight) (2011)

### Serie Malbry
- La scuola dei desideri (Gentlemen & Players) (2005)
- Il ragazzo con gli occhi blu (Blueeyedboy) (2010)
- La classe dei misteri (Different class) (2016)
- La prima bugia (A Narrow door) (2023)

### Serie su Loki
- Il canto del ribelle (2014)
- The Testament of Loki (2018; inedito in Italia)

### Ricettari
- Il libro di cucina di Joanne Harris (The French Kitchen) (2002)
- Al mercato con Joanne Harris. Nuove ricette dalla cucina di «Chocolat» (The French Market) (2005)
- Il piccolo libro di «Chocolat» (The Little Book of Chocolat) (2014)